# 長圓亞海魴
長圓亞海魴（學名：Zenopsis oblonga）是輻鰭魚綱海魴目的鯛科的其中一種，分布於東太平洋海域，棲息深度可達210公尺，棲息在中底層水域。